# Heinrich Wuttke
Johann Karl Heinrich Wuttke (Brzeg, 12 febbraio 1818 – Lipsia, 14 giugno 1876) è stato uno storico tedesco.

## Biografia
Studiò storia, filosofia e filologia presso l'Università di Breslavia, ottenendo il dottorato nel 1829 con una tesi su Tucidide. Nel 1841 diventò privat-docent di storia presso l'Università di Lipsia, dove nel 1848-1876 fu professore ordinario di scienze storiche ausiliari.

## Opere principali
Tra le sue numerose opere  vi era un'edizione del 1854 di Aethicus Ister intitolato Aethici Istrici Cosmographia ab Hieronymo ex Graeco Latinum breviarium redacta.
Altre sue opere sono:
- König Friedrich's des Großen Besitzergreifung von Schlesien und die Entwicklung der öffentlichen Verhältnisse in diesem Lande bis zum Jahre 1740, 1841-1843 (2 volumi).
- Polen und Deutsche Politische betrachtungen, 1846.
- Ueber Erdkunde und Karten des Mittelalters, 1853.
- Die Völkerschlacht bei Leipzig, 1863.
- Zur Geschichte der Erdkunde im letsten drittel des Mittelalters : die Karten der Seefahrenden Völker Südeuropas bis zum ersten Druck der Erdbeschreibung des Ptolemäus, 1871.[2]
- Die deutschen Zeitschriften und die Entstehung der öffentlichen Meinung. Ein Beitrag zur Geschichte des Zeitungswesens, 1875.